# Лапароскопска трансплантација бубрега
Лапароскопска трансплантација бубрега је минимално инвазивна хируршка метода за трансплантацију бубрега. Трансплантација бубрега је метода избора за надокнаду нарушене бубрежне функције. Осим што значајно побољшава квалитет живота болесника с хроничном бубрежном болести, трансплантација бубрега значајно продужава живот у односу на лечење дијализом, и омогућава значајне финансијске уштеде за друштво у целини.

Употребом лапароскопа (танких флексибилних цеви са хладним светлом, камером са пратећом видео опремом), и друге високософистициране опреме у трбух, преткодно анестезираног пацијента, уводи се неколико хируршких инструмената, уз помоћ којих се на минимално инвазиван (безболан и недеструктиван) начин уклања оболео бубреге и уместо њега имплантира бубрег донора. Зато лапароскопска трансплантација бубрега све више добија на популарности. Лапароскопска нефректомија (вађење бубрега) може да се обавља само на живим, не и кадаверичним донорима.. 

## Индикације
Трансплантација бубрега, уведена крајем педесетих година 20. века, постала је у 21. веку приоритетна метода лечења болесника у завршној (терминалној) фази хроничне бубрежне инсуфицијенције. Успешно пресађен бубрег омогућава примаоцу нормалан живот, а болеснику коме је дошло до одбацивања калема и који поново прелази на дијализу, пружа могућност да чека нови калем (бубрег). 
Зато је трансплантација бубрега постала метода избора у надомештању бубрежних функција. Осим значајног побољшања квалитета живота, болеснику са хроничном бубрежном болести, трансплантација бубрега значајно продужава живот у односу на лечење дијализом, и омогућава значајан финансијски добитак друштву у целини.

## Значај
Хронична бубрежна слабост (ХБС), дијабетес, хипертензија, аутозомно доминантна полицистична болест бубрега (АДПББ) главни су разлози за отпочињање дијализе код болесника са поремећајем рада бубрега. 
У терминалној фази болести, код болесника са поремећајем рада бубрега једини прави избор је трансплантација бубрега. То доказује и разлика у укупним аспектима квалитета људског живота (физички, емотивни, друштвени, духовни и финансијски) између дијализираних и трансплантираних болесника која је статистички значајна и за 18,12% већа код трансплантираних болесника, него код болесника на хемодијализи.
Такође изведене калкулације трошкова јасно говори да су трошкови терапије болесника на хемодијализи у терминалној фази бубрежне болести далеко већи него терапија трансплантације бубрега и одржавања и то за скоро три и по пута. 
Зато значајан број људи са афункцијом бубрега, који свакодневно проводи сате на дијализи, чека на трансплантацију бубрега. Тако на пример: 
- У Индији у којој се годишње уради око 450 трансплантација бубрега годишње, на ту интервенцију чека преко 20.000 људи.[тражи се извор]
- Тренутно, од око 4.500 болесника у Србији који користи дијализни третмане у 46 установа, од којих 90% представљају хемодијализе[7], око 700-900 обрађених пацијената чека на трансплантацију бубрега [а]

Такође лапароскопска нефректомија (вађење бубрега), представља олакшање донорима, који су у највећем броју случајева родитељи који свој бубрег донирају деци, и који након операције требају бити способни за нормалан живот и бригу о детету након трансплантације. 
Донор након лапароскопске нефректомије више не мора да не остаје у болници 10 до 15 дана као што је то то случај код класичне трансплантације, већ после три дана напушта болницу. Такође, након ове интервенције нема великих резова на трупу донора, а компликације су сведене на минимум. Тако се код класичних операција често дешавало да донор добије трбушну килу, и три месеца од операције он није могао да ради или није смео ништа тешко да подиже, што није случај након лапароскопске интевенције.
Иако операција траје дуже од класичне, она је троструко јефтинија, па се за иста планирана средства здравствених фондова може урадити троструко више интервенција.

## Предности
Метода лапароскопске трансплантације бубрега има следеће предности:
- Мањи ожиљак, због мањег обимаошртећења ткива у току интервенције
- Мањи губитак крви
- Краћи време поптребно за опоравк пацијента након интервенције
- Мањи интензите постоперативних болова и других компликација.
- Минимални ризик по пацијента и мањи трошкови оперативног захвата.
- Лапароскопски начин уклањање бубрега из организма донора за донора отгана је много безбеднији и конфорнаији.

## Начин извођења
Захват се изводи у општој анестезији, и траје око три сата.
На трбуху пацијента кроз 3 до 4 отвора приступа се унутрашњим органима.
Кроз један од отвора уводи се лапаросцоп (танка цеви са хладним светлом и камером на врху) а кроз друге отворе уводе се хируршки инструменти и кроз највећи отвор (рез) на трбуху вади бубрег.

## Карактеристике донора бубрега
Донор бубрега треба да буде особа:
- Која је пунолетна не старија од 65 година старости (између 18 и 65 година)
- Која има компатибилну крвну групу и структуру хуманих леукоцитних антигена са примаоцем органа. Живи даваоци треба да буду здрави и да имају исту крвну групу као прималац. Могуће је и пресађивање бубрега даваоца са О крвном групом особи која има А, Б или АБ групу. Осим слагања крвних група потребно је слагање хуманих леукоцитних антигена (ХЛА).
- У начелу не би требало да болује од дијабетеса, повишеног крвног притиска, рака, срчаних и бубрежних болести, малигних и других оштећења јетре, анемије српастих ћелија, хепатитиса или ХИВ-а
- У време операције донор мора бити без инфекције или упале.
- Најидеалнији живи донор (давалац) је једнојачани близанац, затим брат или сестра, где је вероватноћа за потпуну подударност 1: 4. Родитељи су полуидентични са својом децом.
- Даваоцу се ради селективна ренална ангиографија да би се откриле евентуалне абнормалности бубрежних артерија, јер то знатно отежава трансплантацију.

## Компликације
Најчешће компликације које могу настати након лапароскопске трансплантације су ; 
- кушингоидни изглед (округло лице као месец, дебео труп са танким рукама и ногама ...), као последица примене великих доза кортикостреоида у превенцији одбацивања калема,
- крварења из органа за варење,
- хипертензија,
- дијабетес,
- остеопороза,
- катаракта,
- гљивичне инфекције
- туберкулоза.

Малигни тумори су код ових пацијената чешћи него у општој популацији, и могу бити рак коже, карцином ин ситу грлића материца и лимфоми. 
Хируршке компликације су томбоза бубрежне артерије или вене, фистула или сужење мокраћног канала на месту његовог усађивања у мокраћну бешику.

### Одбацивање калема
- Хиперакутно одбацивање калема дешава се још у току операције као последица постојања антитела ХЛА, и данас се ретко догађа, јер се подударност органа проверава пре трансплантације.
- Акутно одбацивање калема дешава се у прва три месеца након пресађивања и испољава се повишеном температуром, болом у пределу калема, смањеним излучивањем мокраће и смањењем бубрежне функције. Некада тегобе нису изражене па одбацивање остаје непрепознато и може бити узрок каснијег хроничног одбацивања. Акутно одбацивање може бити и последица коришћења ниских доза имуносупресивних лекова или самоиницијативног престанка њиховог узимања од стране пацијента. Ако се биопсијом утврди да је дошло до почетног одбацивања калема, примењују се велике дозе кортикостероида. Ако не дође до позитивне реакције примењују се моноклонска ОКТ3 антитела у трајању од 10 до 14 дана.
- Хронично одбацивање калема (хронична нефропатија калема (ХНК)) дешава се више месеци или година после пресађивања. Карактерише се неприметним и постепеним порастом креатинина у крви. У мокраћи се јављају беланчевине (протеинурија), а ако су оне раније биле присутне, њихова количина се увећава. ХНК се чешће јавља ако је давалац бубрега старија особа, особа супротног пола или доста мање тежине од примаоца. Већи ризик, за настанак хроничне нефропатије калема, имају особа са хипертензијом, као и инфекцијом и повишеном масноћом у крви.

#### Превенција одбацивања калема
- Пре трансплантације болеснику се изврше три трансфузија крви (мала количина крви - 100мл) давалаца бубрега. Ако се код примаоца развију ХЛА антитела на антигене даваоца, пресађивање се не врши, јер се зна да ће доћи до одбацивања калема (бубрега).
- Брижљив одабир даваоца бубрега.
- Обавезна биопсија бубрега након трансплантације, а не само у случају сумње на одбацивање.
- Примена нових имуносупресивних лекова.
- Успоравање хроничне инсуфицијенције калема исхраном сиромашном беланчевинама и лечењем хипертензије АЦЕ инхибиторима и блокаторима ангиотензин 2 рецептора.
- Обавезно лечење поремећаја липида после трансплантације.
- Престанак пушења, физичка активност и правилна исхрана.